# Thomas-Müntzer-Straße 6, 13, 15 (Brachwitz)

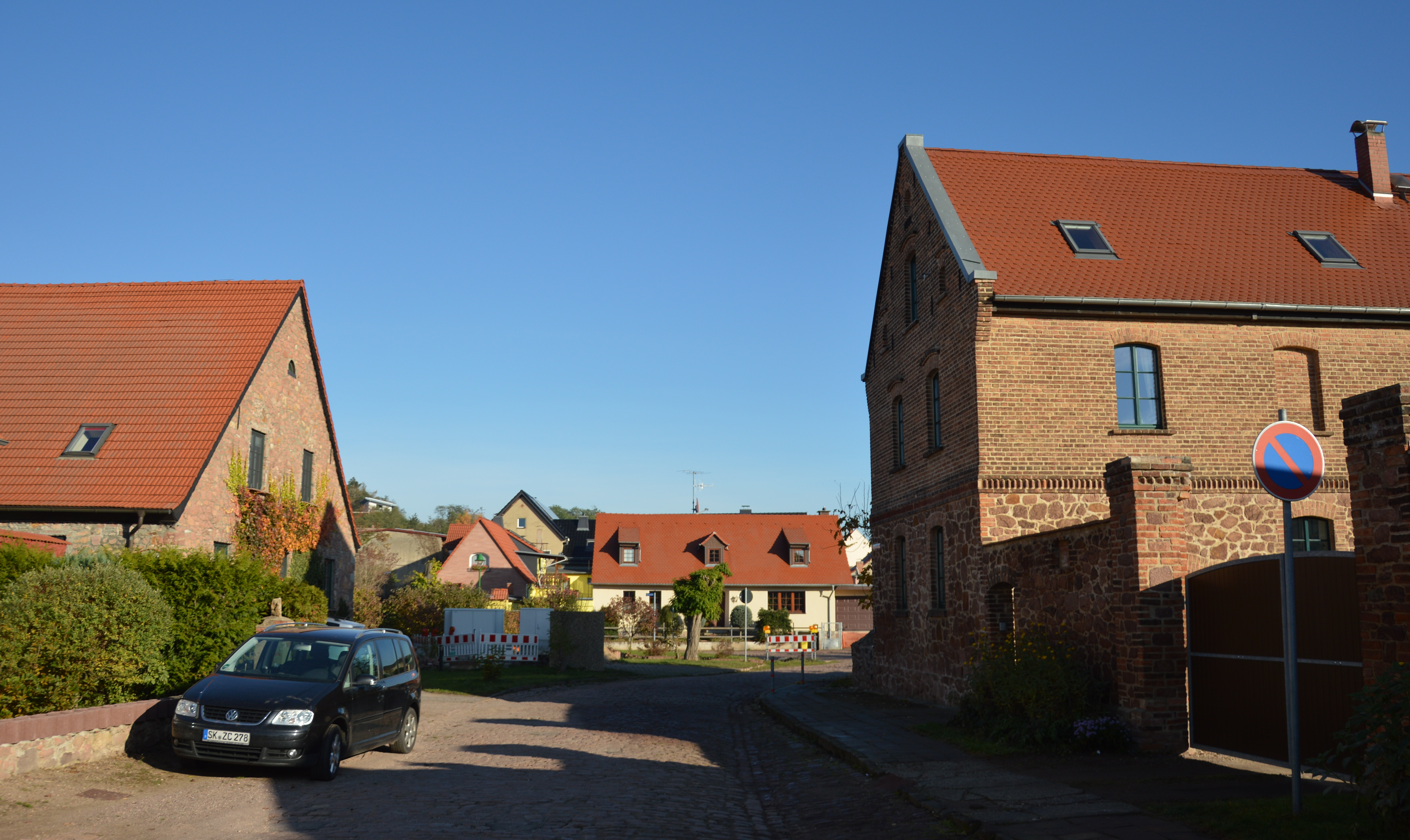
Thomas-Müntzer-Straße 6, 13, 15

Thomas-Müntzer-Straße 6, 13, 15 ist die Bezeichnung eines denkmalgeschützten Straßenzuges im zur Stadt Wettin-Löbejün gehörenden Dorf Brachwitz in Sachsen-Anhalt.
Der Straßenzug befindet sich im südlichen Teil des Dorfes und ist als Denkmalbereich im Denkmalverzeichnis der Stadt Wettin-Löbejün unter der Nummer 094 55354 als Straßenzug eingetragen.
Der Denkmalbereich umfasst für den Ort typische Bebauung mit Wohn- und Wirtschaftsgebäuden, die überwiegend aus dem 19. Jahrhundert stammt. In die Thomas-Müntzer-Straße mündet hier, in einer platzartigen Situation, die Fährstraße.